# Vatnsfjörður, Ísafjarðardjúp
Vatnsfjörður (”Sjöfjorden”) är en fjord i republiken Island. Den ligger i östra delen av Ísafjarðardjúp i regionen Västfjordarna, 200 km norr om huvudstaden Reykjavík. Väster om Vatnsfjörður ligger Mjóifjörður och på östra sidan finns fjordarna Reykjarfjörður och Ísafjörður. Längst in i fjorden ligger lagunen Sveinshúsavatn, och det är närvaron av denna sjö (vatn) som föranlett fjordens namn. Över den landbrygga som nästan helt avsnör sjön från fjorden går numera riksväg 61 (Djúpvegur).

## Historia
Vatnsfjörður är en liten fjord – knappt 1,5 km lång och 1 km bred – men har ett strategiskt läge i regionens mitt.
Fjorden bebyggdes redan under första invandringsvågen till Island cirka 870–930. Den förste hövdingen på platsen var enligt Landnámabók Snöbjörn (Snæbjǫrn) Eyvindarson, som tog allt land mellan Mjóifjörður och Langidalur och byggde sin gård längst in i fjorden på dess västra sida. Även gården fick namnet Vatnsfjörður och var under hela medeltiden säte för en av de mäktigaste släkterna på Island, Vatnsfjordingarna (Vatnsfirðingar). Efter kristnandet byggdes vid gården en kyrka, som 1273 uppges ha varit den näst rikaste på Island, vilket speglar ättens makt.
Gården Vatnsfjörður nämns ofta i de isländska sagorna. Här residerade på 1000-talet Viga-Styrs broder Vermund den smale (Vermundr mjóvi) och hans hustru ″Torbjörg den tjocka″ (Þorbjǫrg hin digra), som var dotter till Olav påfågel (Óláfr pá). Hon är mest känd för att vid ett tillfälle, då hennes man var borta, ha räddat Grette Asmundsson (Grettir Ásmundarson) från att bli hängd av traktens bönder. Efter denna händelse stannade Grette kvar på gården en tid och fortfarande kan man där utpeka ett stort röse (Grettisvarða) som han sägs ha byggt.
I en redogörelse för märkliga händelser året 1118 nämner Kristni saga de tretton mäktigaste hövdingar som just då fanns på Island. En av dem var ”Tord Torvaldsson i Vatnsfjörður” (Þórðr Þorvaldsson í Vatnsfirði). Han var Hafliði Mássons svärson, och hans sonson var Torvald (Þorvaldr) Snorrason som gifte sig med Snorre Sturlassons dotter Tordis (Þórdís). Torvald vann herostratisk ryktbarhet genom mordet på den helgonlike Hrafn Sveinbjörnsson på Eyri, vilket berättas i Hrafns saga Sveinbjarnarsonar. Hrafns söner hämnades senare genom att bränna inne Torvald, men då dennes söner i sin tur krävde hämnd blev de avlivade av Sturla Sighvatsson. Därmed var Vatnsfjordingarnas makt bruten.
Gården fortsatte dock att vara en av de rikaste på Island. Bland senare inbyggare kan nämnas Björn Einarsson Jórsalafari, död 1415, som var en av sin tids mest vittberesta män. Han besökte de flesta av Västeuropas länder; tre gånger var han i Rom, sitt tillnamn fick han efter en vallfärd till Jerusalem och två år vistades han på Grönland. Hans dotterson var Björn Torleifsson den rike, gift med Ólöf den rika, dotter till Lopt Guttormsson den rike.

## Utgrävningar
Med början 2003 har det under en lång följd av år pågått arkeologiska utgrävningar på olika platser vid Vatnsfjörður. Ett av projektets syften har varit att vinna kunskap om orsakerna till gårdens forna rikedom.